# 명륜로 (부산)
명륜로는 부산광역시 연제구 거제동 교대사거리와 동래구 명륜동 온천장입구 교차로를 잇는 부산광역시의 도로이다. 전 구간 부산광역시도 제4002호선에 속하며 부산동래경찰서부터 동래 교차로까지 구간은 부산광역시도 제79호선에도 속한다. 명륜로라는 이름은 이 도로가 지나는 지역이 동래구 읍내면 지역으로 동래향교가 있었는데, 이 향교의 중심 건물인 명륜당의 이름을 따서 부르던 것에서 유래하였다.

## 연혁
- 2009년 7월 8일 : 2개 이상 구·군에 걸쳐 있는 도로로 명륜로를 고시[1]

## 주요 경유지
부산광역시
- 연제구 - 동래구

## 노선
- 연한 파란색(■): 부산광역시도 제79호선 구간

| 이름                | 접속 노선                                                                             | 소재지     | 소재지 | 비고 |
| ------------------- | ------------------------------------------------------------------------------------- | ---------- | ------ | ---- |
| 교대사거리 (교대역) | 국도 제7호선 부산광역시도 제61호선 (중앙대로) 부산광역시도 제71호선 (거제대로) 교대로 | 부산광역시 | 연제구 | 시점 |
| 세병교              |                                                                                       | 부산광역시 | 연제구 |      |
| 동래구              |                                                                                       | 부산광역시 |        |      |
| 부산동래경찰서      | 부산광역시도 제79호선 (수안로) 충렬대로238번길                                        | 부산광역시 |        |      |
| 동래 교차로         | 국도 제14호선 부산광역시도 제40호선 (충렬대로) 명륜로94번길                           | 부산광역시 |        |      |
| 명륜 교차로         | 동래로 충렬대로237번길                                                                | 부산광역시 |        |      |
| (센트럴파크정문)    | 문화로                                                                                | 부산광역시 |        |      |
| 온천장입구 교차로   | 부산광역시도 제9105호선 (시실로)                                                      | 부산광역시 |        |      |
| 부곡로와 직결       |                                                                                       |            |        |      |

## 주요 건물 및 시설
- 부산동래경찰서 (부산광역시 동래구 명륜로 70)
- 동래우체국 (부산광역시 동래구 명륜로 169)
- 한국소방안전협회 부산지부 (부산광역시 동래구 명륜로 222)